# Pițigaia, Călărași
A nu se confunda cu Pițigaia, sat din județul Argeș!
Pițigaia este un sat în comuna Frumușani din județul Călărași, Muntenia, România.
În anul 2009 satul avea 14 case.